# Verwaltungsstrukturreform 2019 in Brandenburg
Als Verwaltungsstrukturreform 2019 wurde die von der brandenburgischen Landesregierung geplante umfassende Neuorganisation der öffentlichen Verwaltungen in Brandenburg bezeichnet. Sie sollte sowohl eine umfassende Gebiets- als auch eine Funktionalreform umfassen. Nach heftigem Widerstand der kommunalen Ebene wurden die Pläne im November 2017 zurückgezogen.

## Vorgeschichte: Enquete-Kommission 5/2
In der 5. Legislaturperiode (2009 bis 2014) hatte der brandenburgische Landtag eine Enquete-Kommission  „Kommunal- und Landesverwaltung - bürgernah, effektiv und zukunftsfest - Brandenburg 2020“ (EK 5/2) eingesetzt. Der Kommission gehörten je sieben Abgeordnete und Sachverständige an. Auch die Landesregierung wurde in der Kommission durch den Ministerialdirigenten Rudolf Keseberg (Leiter der Kommunalabteilung) und als Vertreter durch Volker-Gerd Westphal (Leiter der Stabsstelle für Verwaltungsmodernisierung) vertreten.
Zentrales Ergebnis der Kommissionsarbeit war, dass der demographische Wandel, die absehbare Entwicklung der öffentlichen Finanzen und die Sicherung der Leistungsfähigkeit der brandenburgischen Kommunalverwaltungen eine umfassende Verwaltungsstrukturreform unverzichtbar machen. 
Der Abschlussbericht der EK 5/2 wurde im Oktober 2013 vorgelegt.

### Empfehlungen für die Gemeindeebene
Die Enquete-Kommission sprach sich gegen eine erneute landesweite Gemeindegebietsreform aus. Alle 419 Städte und Gemeinden, darunter 144 amtsfreie Städte und Gemeinden, 271 amtsangehörige Gemeinden sowie vier kreisfreie Städte, sollten erhalten bleiben. Weder sei feststellbar, dass es aktuell Defizite bei der Entscheidungsfindung gebe, noch absehbar, dass es in Zukunft zu solchen Problemen kommen könnte, selbst wenn die Einwohnerzahlen in vielen Städten und Gemeinden weiter zurückgehen. Mit einer erneuten Reform wäre dagegen die Gefahr verbunden, dass die seit 2003 entstandenen Strukturen und die Identifikation der Bürger mit ihrer Stadt oder Gemeinde negativ beeinflusst werden könnten. Freiwillige Zusammenschlüsse schließe dieser Grundsatz aber nicht aus.
Etwas anderes gelte für die 200 hauptamtlichen Verwaltungen auf der Gemeindeebene, denen die Umsetzung der Aufgaben und Entscheidungen der Gemeinden obliegt. Bereits jetzt sei eine weiter ansteigende Zahl dieser für weniger als 5000 Einwohner zuständig. Daher hielte es die Kommission für erforderlich, die Zuständigkeitsbereiche der hauptamtlichen Verwaltungen deutlich und nachhaltig zu vergrößern. Dies schaffe neben der Gewährleistung der Leistungsstandards auch die Möglichkeit, der gemeindlichen Selbstverwaltungsebene zusätzliche Aufgaben zu übertragen. Werde die Zahl der hauptamtlichen Verwaltungen nicht reduziert, so werde dies in manchen Regionen zu unverhältnismäßig hohen Kosten je Einwohner führen. 
Die Enquete-Kommission empfahl daher, dass hauptamtlichen Verwaltungen auf gemeindlicher Ebene die Mindesteinwohnerzahl von 10.000 (ausgehend von der Prognose der Einwohnerzahl im Jahr 2030 als Sollgröße) vorgegeben werden solle. Der Flächenfaktor habe bei den Abwägungen um den konkreten Verwaltungszuschnitt Berücksichtigung zu finden.

#### Brandenburgische Amtsgemeinde
Die Ämter hatten sich aus Sicht der Kommission grundsätzlich bewährt. Allerdings sei es geboten, diese größeren Verwaltungseinheiten mit einer unmittelbaren demokratischen Legitimation auszustatten, denn je größer eine Verwaltung werde, desto größer sei die Gefahr, dass sie ein „Eigenleben“ entwickelt. Bei der Entstehung größerer Verwaltungseinheiten, die noch mehr Aufgaben wahrnehmen sollen, erschien es der Enquete-Kommission unverzichtbar, dass die Amtsausschüsse nicht nur aus entsandten Mitgliedern der Gemeinden bestehen, sondern die Mitglieder direkt gewählt werden. Die Amtsausschüsse wären dann echte Gebietsvertretungen, was auch verfassungsrechtlich wegen des größeren Aufgabenbestandes notwendig sein könne.
Die Kommission regte zur Weiterentwicklung des Prinzips an, sich am rheinland-pfälzischen Verbandsgemeindemodell zu orientieren. Dieses Modell sieht vor, dass sowohl die Vertretung als auch der Hauptverwaltungsbeamte unmittelbar gewählt werden. Letzteres sei Ausdruck davon, dass bürgerschaftliche Teilhabe bei allen bedeutenden Entscheidungen gewollt ist. Die Enquete-Kommission schlug vor, das fortentwickelte Amt als „Brandenburgische Amtsgemeinde“ zu bezeichnen.
Überall im Land Brandenburgische Amtsgemeinden zu gründen, sei aber nicht erforderlich. Viele Gemeinden, die auch bis 2030 noch mehr als 10.000 Einwohner haben, könnten aus Sicht der Kommission als Einheitsgemeinden fortbestehen. Die Enquete-Kommission vertrat jedoch die Meinung, dass es nie falsch sei, wenn größere Verwaltungseinheiten entstehen. Somit könnten sich auch Städte und Gemeinden mit deutlich mehr als 10.000 Einwohner beteiligen. Ihr Status als Stadt oder Gemeinde soll bei diesem Modell unberührt bleiben. Gemeinsame Verwaltungen zu nutzen und Aufgaben gemeinsam zu erledigen, werde die Identifikation mit der eigenen Stadt oder Gemeinde nicht erodieren lassen, solange ortsnahe Ansprechpartner erhalten bleiben.
Soweit es trotz der Stärkung der Ämter Schwierigkeiten bereite, den Gemeinden und den neuen Amtsgemeinden zusätzliche Aufgaben zu übertragen, weil diese Aufgabenübertragungen deutlich mehr als 10.000 Einwohner erforderlich machen, vertrat die Enquete-Kommission die Auffassung, dass diese Aufgaben in so genannte „Front-“ und „Backoffice“-Tätigkeiten aufgeteilt werden sollten. Frontoffice sollten immer die gemeindlichen Verwaltungen mit ihren Außenstellen und mobilen Einheiten sein.

### Empfehlungen für die Kreisebene
Auch auf der Ebene der Landkreise wurden – angesichts von demografischem Wandel und damit einhergehend sich verschlechternden finanziellen Rahmenbedingungen – Veränderungen gefordert. Um die kommunale Selbstverwaltung zu stärken, sollten Aufgaben aus der Landesverwaltung an die Landkreise übertragen werden. Auch Ausgleichs- und Ergänzungsaufgaben für die Gemeinden, die die Landkreise trotz Reduktion der hauptamtlichen Verwaltungen fortführen müssten, könnten am besten durch weniger Verwaltungen auf Kreisebene wahrgenommen werden.
Empfohlen wurde die Reduzierung der Anzahl der bestehenden 14 Landkreise auf sieben bis höchstens zehn. Dies bedeute nicht ein Weniger an Bürgernähe und Selbstverwaltung, so die Kommission. Zwar würden die Landkreise größer und Fahrtwege länger, aber selbst bei nur noch sieben Landkreisen sah die Enquete-Kommission das rechtlich zulässige Höchstmaß noch nicht als überschritten an. Ein guter Bürgerservice bleibe erhalten. Auch die neuen Kreisverwaltungen werden Außenstellen fortzuführen haben.

## Koalitionsvereinbarung 2014 bis 2019
In ihrer Koalitionsvereinbarung für die 6. Wahlperiode legten die SPD und DIE LINKEN im September 2014 fest, dass sie eine umfassende Verwaltungsstrukturreform für nötig halten, um eine leistungsfähige Selbstverwaltung auch in Orten mit Bevölkerungsrückgang aufrechtzuerhalten. Leistungen der Verwaltungen sollen deshalb nicht nur am Behördensitz, sondern auch in Servicestellen, über mobile Angebote und verstärkt über elektronische Dienste angeboten werden. Die Empfehlungen der Enquete-Kommission 5/2 „Kommunal- und Landesverwaltung – bürgernah, effektiv und zukunftsfest – Brandenburg 2020“ waren aus Sicht der Regierungsparteien dafür eine gute Grundlage.

### Kreisebene
Die Kreisebene sollte durch eine Kreisgebietsreform und die Einkreisung von kreisfreien Städten gestärkt werden. Dabei wurden grundsätzlich höchstens zehn Kreisverwaltungen für ausreichend erachtet. Auf diese sollten weitere derzeit vom Land wahrgenommene Aufgaben zusätzlich übertragen werden. Außerdem wurde ein voller finanzieller Ausgleich in Aussicht gestellt und gemeinsam mit den kommunalen Spitzenverbänden geprüft, ob es zur dauerhaften Gewährleistung des Kostenausgleichsprinzips (Art. 97 Abs. 3) eines gesonderten „Konnexitätsgesetzes“ bedarf.
Vor den zu treffenden Entscheidungen war ein inzwischen vorgestelltes Leitbild geplant, das neben den regionalen Besonderheiten in Brandenburg die Beachtung der Wahrung und Stärkung der kommunalen Selbstverwaltung und die demokratische Teilhabe einbeziehen sollte.

#### Kreisfreie Städte
Den Oberzentren, das heißt den bisherigen kreisfreien Städten, sollte die Zustimmung zu der Reform durch finanzielle Zugeständnisse wie eine Teilentschuldung, durch die Entlastung von bestimmten Aufgaben und durch eine stärkere finanzielle Beteiligung an ihren Ausgaben aus Landes- und Finanzausgleichsmitteln erleichtert werden. Sie sollten zudem die Möglichkeit erhalten, auch künftig diejenigen Kreis-Verwaltungsaufgaben in eigener Zuständigkeit wahrzunehmen, deren dezentrale Durchführung sinnvoll und prägend für das urbane Leben ist. Die kommunalaufsichtliche Anbindung der zukünftigen kreisangehörigen Städte sollte geprüft werden.

### Funktionalreform
Aus den Landesbehörden sollten weitere Aufgaben auf die Kommunen übertragen werden, um sie bürgernäher und wirtschaftlicher erfüllen zu können. Der Aufgabenkatalog der Enquete-Kommission sollte dafür die Grundlage bilden.

### Kommunalverfassungsreform
Eine erneute landesweite Gemeindegebietsreform sollte es nach dem Willen der Koalition nicht geben. Ziel war aber die Schaffung einer starken kommunalen Verwaltung für in der Regel 10.000 Einwohner. Die Koalition wollte deshalb freiwillige Zusammenschlüsse von Gemeinden und Ämtern fördern und hierfür die rechtlichen Rahmenbedingungen verbessern. In diesem Zusammenhang wollte sie das Modell des zur Amtsgemeinde weiterentwickelten Amtes in die Kommunalverfassung aufnehmen. Zudem sollten die rechtlichen Rahmenbedingungen dafür geschaffen werden, dass sich Gemeinden und Ämter für ihre Verwaltungsaufgaben eines leistungsfähigeren Amtes bedienen oder sie von einer anderen Gemeindeverwaltung dauerhaft erfüllen lassen können.
Durch eine Fortentwicklung der Kommunalverfassung sollte sichergestellt werden, dass in den Gemeinden die bürgerschaftliche Mitwirkung gestärkt und die Identität der gewachsenen Gemeindeteile erhalten bleibt. Ortsteile sollten deshalb künftig mehr Freiräume bei der eigenverantwortlichen Entscheidung über ihre Angelegenheiten erhalten können. In Ortsteilen mit mehr als 3000 Einwohnern sollten künftig auch hauptamtliche Ortsvorsteher („Ortsbürgermeister“) wirken können.
Schließlich sollte die Kommunalverfassung evaluiert werden. Die Altersgrenze für die Wählbarkeit von hauptamtlichen Bürgermeistern und Landräten soll angehoben werden.

## Leitbildprozess
Am 17. Dezember 2014 forderte der Landtag mit einer Entschließung die Landesregierung auf, bis Mitte 2015 einen Leitbildentwurf mit Aussagen zu den Reformelementen vorzulegen. Die Landesregierung befasste sich am 17. Februar 2015 mit dem Zeitplan der Reform. Seitdem wurden auf Grundlage der Vorschläge der Enquete-Kommission 5/2 für die Funktionalreform I (Land-Kreise) und Funktionalreform II (Kreise-Gemeindeebene) Gespräche zwischen den Ministerien geführt. 

### Vorstellung und Beschluss des Leitbildentwurfs
Am 19. Mai 2015 stellte Minister Karl-Heinz Schröter den Leitbildentwurf für die Reform im Rahmen einer Pressekonferenz vor. Dieser wurde den Kommunalen Spitzenverbänden ebenso wie den Gewerkschaften zur Stellungnahme vorgelegt und bildete die Grundlage für die regierungsinterne Abstimmung, die bis Mitte Juni abgeschlossen wurde. Am 22. Mai 2015 erläuterte der Innenminister den Hauptverwaltungsbeamten seinen Entwurf. 
Im Leitbildentwurf wurde ausgeführt, dass mit der Verwaltungsstrukturreform 2019 die öffentlichen Aufgabenträger in Brandenburg umgestaltet werden sollten. Beabsichtigt war deshalb,
- die Handlungs- und Gestaltungsspielräume der kommunalen Aufgabenträger zu erweitern bzw. neu zu schaffen,
- die demokratische Teilhabe und Mitwirkung der Bürger zu erleichtern und dauerhaft abzusichern,
- die hauptamtlichen Verwaltungen auf kommunaler Ebene in die Lage zu versetzen, ihre Aufgaben noch wirksamer wahrzunehmen und
- auf künftige Herausforderungen flexibel, zielgerichtet und lösungsorientiert reagieren zu können.

Weiterhin war vorgesehen, dass Landkreise und kreisfreie Städte in Brandenburg dauerhaft mindestens 175.000 Einwohner haben sollen und ihre Fläche 5.000 km² nicht überschreiten soll. In der Anlage des Entwurfs sind die Aufgaben genannt, die im Rahmen der Reform kommunalisiert werden sollen, u. a. die hoheitlichen und gemeinwohlorientierten Aufgaben der Landesforstverwaltung und die Aufgaben des Landes im Bereich Versorgungsverwaltung (z. B. Schwerbehindertenfeststellungsverfahren). Der Immissionsschutz soll ebenfalls kommunalisiert werden, wobei die Zuständigkeit für industrielle Anlagen auf der Landesebene verbleiben sollte.
Am 16. Juni 2015 stimmte die brandenburgische Landesregierung dem Entwurf des Leitbildes für die Verwaltungsstrukturreform 2019 zu. Er wurde anschließend dem brandenburgischen Landtag zugeleitet.

### Öffentlicher Dialog von Mitte 2015 bis Mitte 2016
Mit der Vorstellung des Leitbildentwurfs durch den Innenminister am 22. Mai 2015 begann der öffentliche Dialog über diesen Entwurf. Diesen Dialog hatten die Regierungsparteien bereits in ihrer Koalitionsvereinbarung vorgesehen.  
Die Federführung für den Dialog lag beim Innenminister, der von Ende August bis Mitte Oktober 2015 in jedem Landkreis und in jeder kreisfreien Stadt eine öffentliche Leitbildkonferenz durchführte. Diesen 18 Leitbildkonferenzen folgte im Januar 2016 ein Reformkongress, in dem über den Zwischenstand der bis dahin vorliegenden Stellungnahmen und Anmerkungen diskutiert wurde. Anschließend fanden fünf Regionalkonferenzen statt. In jeder Planungsregion in Brandenburg wurde eine Konferenz durchgeführt. Der ursprünglich für April 2016 geplante zweite Reformkongress fand nicht statt.
Auf den Leitbildkonferenzen stellte Innenminister Karl-Heinz Schröter zusammen mit weiteren Vertretern des Landes und der Verwaltungswissenschaft die Grundzüge der geplanten Reform vor. Anschließend bestand die Gelegenheit für Fragen. Die folgenden Diskussionen verliefen sehr kontrovers. Kritische Äußerungen überwogen eindeutig. Nur wenige Teilnehmer an den Leitbildkonferenzen sahen den von der Landesregierung angeführten Reformbedarf. Die Reforminhalte wurden überwiegend abgelehnt.

### Anhörungen im Landtag
Bereits während der Leitbildkonferenzen führte der Ausschuss für Inneres und Kommunales (AIK) Anhörungen zum Leitbildentwurf durch. Zunächst konzentrierten sich diese Anhörung auf die Aufgabenübertragungen, die die Landesregierung vorschlägt. Zu diesen Anhörungen wurden die jeweils zuständigen Fachausschüsse mit hinzugezogen.
Am 2. und 3. Juni fand im AIK die Anhörung der Landräte, einer größeren Zahl von Bürgermeistern sowie Amtsdirektoren zu den möglichen Strukturveränderungen vor. Auch die Geschäftsführer der kommunalen Spitzenverbände gaben Stellungnahmen ab. 
In den Anhörungen im Landtag zeigte sich, dass einerseits bezweifelt wird, ob der Reformbedarf in dem Umfang fortbestehe, wie ihn die Landesregierung sieht. Andererseits sahen die Kommunalvertreterin und -vertreter die geplanten Eckpunkte der Reform sehr kritisch.

### Stabsstelle Verwaltungsstrukturreform
Im Ministerium des Innern und für Kommunales wurde mit Wirkung zum 1. März 2015 eine Stabsstelle Verwaltungsstrukturreform beim Staatssekretär eingerichtet. Ihr sollte die Koordinierung des Gesamtprozesses obliegen.

## Vorschläge der Landesregierung

Kreisgrenzen nach dem ersten Neugliederungsvorschlag der Landesregierung vom Jahr 2016

Am 6. Oktober 2016 legte die Landesregierung einen Vorschlag für den Zuschnitt der neuen Landkreise vor. Der Vorschlag sah die Fusion der Landkreise Teltow-Fläming und Dahme-Spreewald zu einem Landkreis Dahmeland-Fläming, die Fusion des Landkreises Havelland mit der kreisfreien Stadt Brandenburg an der Havel und dem Amt Beetzsee (Potsdam-Mittelmark), die Fusion der Landkreise Elbe-Elster, Oberspreewald-Lausitz und Spree-Neiße mit der kreisfreien Stadt Cottbus zu einem Landkreis Niederlausitz, die Fusion des Landkreises Oder-Spree und der kreisfreien Stadt Frankfurt (Oder), die Fusion der Landkreise Ostprignitz-Ruppin und Prignitz zu einem Landkreis Prignitz-Ruppin sowie die Fusion der Landkreise Barnim und Uckermark zu einem Landkreis Uckermark-Barnim vor. Die Landkreise Märkisch-Oderland, Oberhavel und Potsdam-Mittelmark (ohne Amt Beetzsee) blieben dem Modell zufolge unverändert. Potsdam wäre die einzige kreisfreie Stadt gewesen.
Am 13. Juli 2017 legte die Landesregierung eines Gesetzentwurf zur Kreisneugliederung vor, der Folgendes vorsah:
- kreisfreie Stadt Potsdam
- Fusion der Landkreise Prignitz und Ostprignitz-Ruppin zum Landkreis Prignitz-Ruppin
- Fusion der Landkreise Barnim und Uckermark zum Landkreis Uckermark-Barnim
- Fusion des Landkreises Havelland mit der kreisfreien Stadt Brandenburg an der Havel und dem Amt Beetzsee (Potsdam-Mittelmark) zum Landkreis Brandenburg-Havelland
- Fusion des Landkreises Oder-Spree mit der kreisfreien Stadt Frankfurt (Oder) zum Landkreis Frankfurt-Oder-Spree
- Fusion des Landkreises Spree-Neiße mit der kreisfreien Stadt Cottbus zum Landkreis Cottbus-Spree-Neiße
- Fusion der Landkreise Elbe-Elster und Oberspreewald-Lausitz zum Landkreis Elsterland-Oberspreewald
- die Landkreise Dahme-Spreewald, Märkisch-Oderland, Oberhavel und Teltow-Fläming bestehen ebenso wie der Landkreis Potsdam-Mittelmark (ohne das Amt Beetzsee) unverändert fort.[7]

Der Landtag sollte in der zweiten Jahreshälfte 2017 über den Vorschlag entscheiden, der im Sommer 2019, passend zum Termin der Kommunalwahl 2019, in Kraft treten sollte.
Am 1. November 2017 verkündete Ministerpräsident Dietmar Woidke, dass die Landesregierung die Abstimmung ausgesetzt hat. Die Reform soll in der geplanten Form nicht durchgeführt werden.

## Volksinitiative
Die Volksinitiative „Bürgernähe erhalten - Kreisreform stoppen“ übergab am 14. Februar 2017 Listen mit 129.464 Unterschriften an den Brandenburger Landtag. Die Volksinitiative hat das Ziel, die laufenden Planungen zur Kreisgebietsreform zu stoppen, neue Planungen zu einer Kreisgebietsreform zu verhindern und die rechtlichen Voraussetzungen zu schaffen um die Zusammenarbeit zwischen den Kommunen zu verbessern. Am 29. August 2017 begann die zweite Stufe, das Volksbegehren, das jedoch von der Volksinitiative Anfang 2018 zurückgenommen wurde, da das Anliegen erfüllt war.